# Thomas G. Winner
Thomas Gustav Winner (n. 3 mai 1917, Praga, Austro-Ungaria – d. 20 aprilie 2004, Cambridge, Massachusetts, SUA) a fost un cercetător american specializat în studii slavice și semiotică.
La Universitatea Brown, a înființat primul centru de semiotică american. 
De asemenea, este recunoscut ca specialist în tot ceea ce înseamnă viața și opera lui Cehov și un susținător al școlii de semiotică Tartu-Moscova. 